# Come on Down
Come on Down — дебютный мини-альбом американской гранж-группы Green River. Выпущен в 1985 году на лейбле Homestead Records. Зачастую альбом называют первой гранж-записью.

## Список композиций
1. «Come On Down» (написана Армом, Аментом и Госсардом) — 3:23
2. «New God» (написана Армом и Винсентом) — 4:29
3. «Swallow My Pride» (написана Армом и Тёрнером) — 2:58
4. «Ride of Your Life» (написана Армом, Аментом и Госсардом) — 4:16
5. «Corner of My Eye» (написана Армом, Аментом и Госсардом) — 5:04
6. «Tunnel of Love» (написана Армом и Аментом) — 7:27

## Принимали участие в записи
- Джеф Амент — бас-гитара
- Марк Арм — вокал
- Брюс Фейрвезер — гитара
- Стоун Госсард — гитара
- Алекс Винсент — барабаны